# Geophis sartorii
Geophis sartorii är en ormart som beskrevs av Cope 1863. Geophis sartorii ingår i släktet Geophis och familjen snokar. Inga underarter finns listade i Catalogue of Life.
Denna orm förekommer i Centralamerika från sydöstra Mexiko över Guatemala, Belize och Honduras till Nicaragua. En avskild population finns i norra Costa Rica. Arten lever i låglandet och i bergstrakter upp till 2000 meter över havet. Individerna vistas i olika slags skogar. De besöker ibland angränsande landskap med trädgrupper. Geophis sartorii liknar en korallorm men är ogiftig. Honor lägger ägg.
Beståndet hotas av landskapsförändringar. Flera exemplar dödas när arten förväxlas med en korallorm. I utbredningsområdet ingår flera skyddszoner. IUCN listar arten som livskraftig (LC).